# Soklot
Soklot (även: Socklot, finska: Sokaluoto) är en tätort i Nykarleby stad (kommun) i landskapet Österbotten i Finland. Vid tätortsavgränsningen den 31 december 2021 hade Soklot 311 invånare och omfattade en landareal av 2,43 kvadratkilometer.